# Daveren

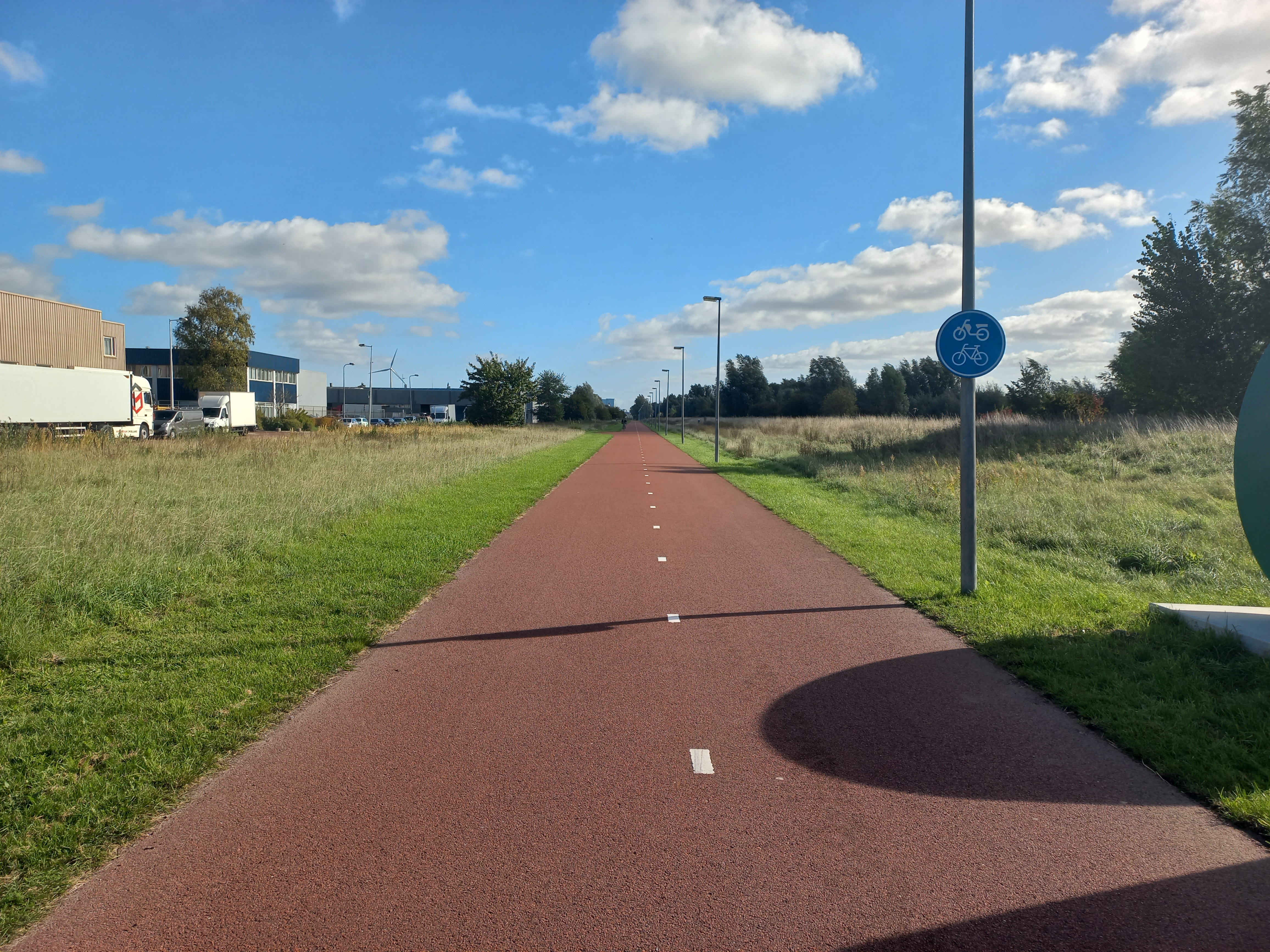
Daveren richting stad (oktober 2022)

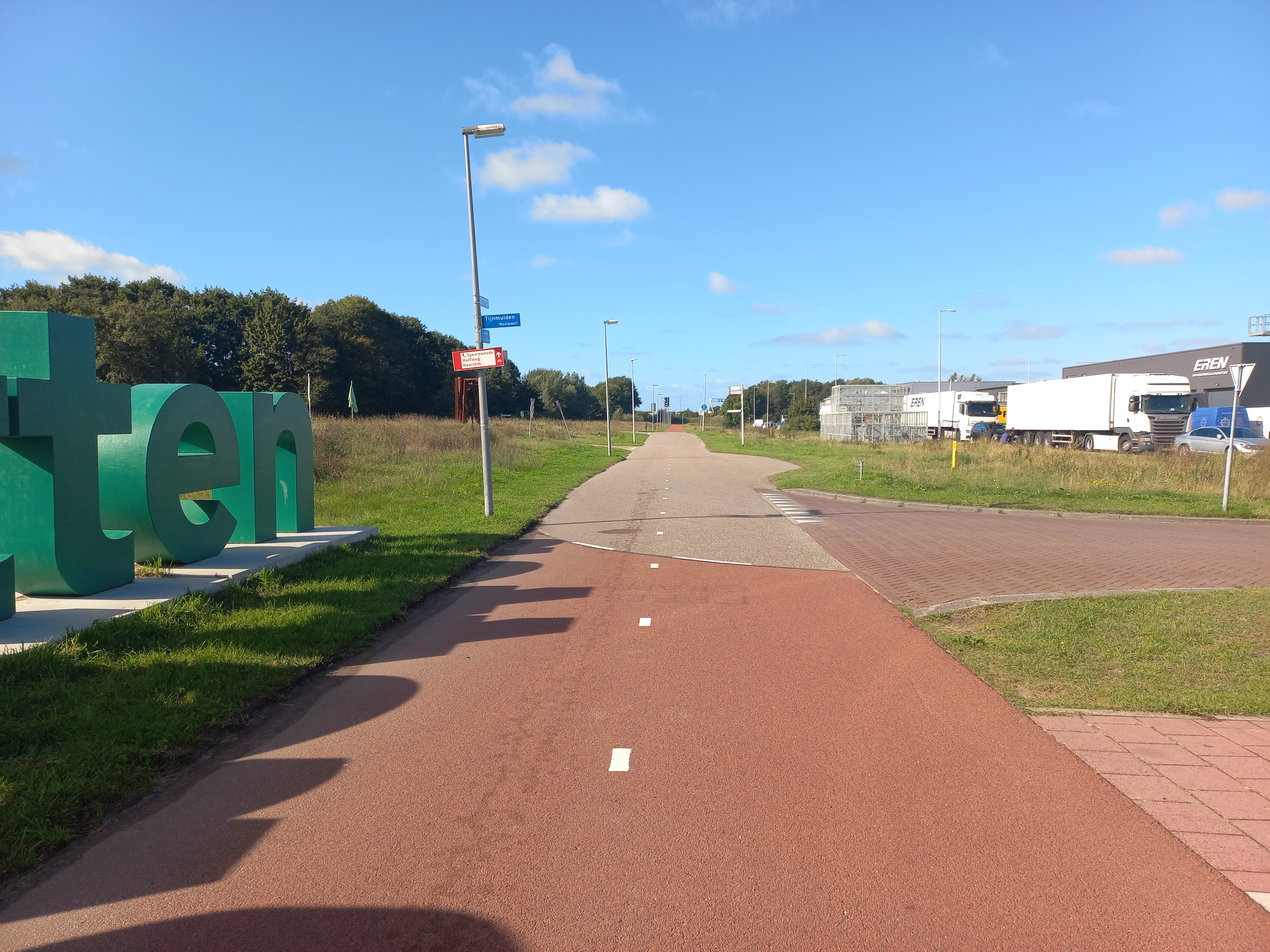
Daveren richting Rijksweg 5 (oktober 2022)

Daveren is een straat in Amsterdam Nieuw-West.
Het kreeg op 21 juni 1972 haar naam, een vernoeming naar de Britse stad Dover, dat op oude Nederlandse zeekaarten als Daveren werd vermeld. In Amsterdam Nieuw-West is een ruim 1,5 kilometer lang voet- en fietspad, dat de scheiding vormt tussen het recreatiepark Lange Bretten en Bedrijventerrein Abberdaan. Ook dat bedrijventerrein kreeg een naam verwijzend naar een in de volksmond aangeduide havenstad, in dit geval Aberdeen.
Het voet- en fietspad begint aan de Australiëweg, loopt westwaarts en eindigt met een naamloos viaduct onder Rijksweg 5. De verkeersdeelnemer kan vervolgens richting Boezemgemaal Halfweg of Halfweg zelf.
Het voet- en fietspad is aangelegd in een evenzo lange groenstrook ten noorden van het park. Aan het pad staat slechts één gebouw. Daveren 25 behoort bij Volkstuinenpark De Grote Braak, dat via een kort stukje openbare weg is te bereiken voor al het verkeer.
Er is één uiting van kunst in de openbare ruimte. Bij de ingang tot de Lange Bretten staat De Bretten.